# Molnár János (teológus)
Molnár János (Nagyszalonta, 1949. november 5. –) magyar református egyháztörténész, költő és prózaíró. Apját, aki református lelkész volt, szolgálati helyeire követve gyermekkorát Nagyváradon és Szalárdon töltötte. 2017 óta a Patócs Molnár János írói néven közöl.

## Életútja
Szalárdon folytatott általános iskolai tanulmányok után Nagyváradon képzőművészeti középiskolába járt. Egy politikai pamfletként értelmezett vegytan-dolgozat miatt 1967. március 15-én kizárták Románia összes tanintézményéből. Középfokú tanulmányait az Emanoil Gojdu elméleti líceumban fejezte be 1969-ben. Bukarestbe és Kolozsvárra a képzőművészeti főiskolára tett sikertelen felvételiket követően, felvették a Kolozsvári Egyetemi Fokú Protestáns Teológiai Intézetbe, ahol 1975-ben szerzett diplomát. Református segédlelkész volt Szatmárnémetiben, Zilahon, helyettes lelkész Sülelmeden, Tamáshidán, Borossebesen. Polgári humanista gondolkodása miatt gyakran összetűzésbe került a romániai kommunista diktatúrával. Az Ellenpontok című szamizdat szerkesztésében és a falurombolás elleni tiltakozásban való részvétele miatt át kellett települnie Magyarországra, ez 1989. március 15-én történt meg.
Szegedre települt át, szegedi nagynénje fogadta be feleségével és gyermekével együtt. A Szegedi Tudományegyetem Egyetemi Könyvtárában könyvtári tájékoztatással és könyvtárközi kölcsönzéssel bízták meg, közben a Debreceni Református Hittudományi Egyetem szegedi kihelyezett tagozatán is oktatott. Utóbb, 2004-ben felmondott az Egyetemi Könyvtárban és a Debreceni Református Hittudományi Egyetemen oktatott egyetemi docensi beosztásban, illetve vezette a Teológiai Szakkönyvtárat. PhD képzésben vett részt, 1999-ben szerezte meg PhD fokozatát, 2005-ben habilitált.
A romániai magyar Ellenpontok című szamizdat történetéről 1993-ban adott ki kötetet, Az egyetlen. Az Ellenpontok és az ellenpontosok története címen (Szeged, 349 p.) Szintén önálló kötetekben jelentek meg egyháztörténeti munkái. Verseit, novelláit Erdélyben az Utunk (1989 után Helikon), Ifjúmunkás, Igaz Szó (1989 után Látó), Ellenpontok, Kelet-Nyugat, Várad, Irodalmi Jelen, Magyarországon a Délmagyarország, Déli Napló, Szegedi Egyetem, Szeged, Szegedi Szépírás, Dél-Alföld, Palócföld, VÁRhely, Pannon Tükör, Partium, Agria, Vajdaságban a Sikoly, stb. publikálta. Erdélyi (például Hangrobbanás, Ötödik Évszak) és szegedi antológiákban jelentkezett, 1998-2012 közt a Szegedtől Szegedig című évente megjelenő antológiákban és önálló kötetekben. 1986-ban szerepelt a Mózes Attila szerkesztette Ajtók című prózaantológiában (Kriterion Kiadó, Bukarest, 1986).

## Munkássága

### Cikkek, tanulmányok
- Az egyetlen. Az Ellenpontok és az ellenpontosok története. Oral history. Szeged, 1993, Agapé Kiadó. 349 o.
- A Királyhágómelléki Református Egyházkerület története 1920-1942. Nagyvárad, 1999. Királyhágómelléki Református Egyházkerület. 187 o.
- A Nagyváradi (Királyhágómelléki) Református Egyházkerület története 1944-1989. Nagyvárad, 2001. Királyhágómelléki Református Egyházkerület. 490 o.
- A Szeged Kálvin-téri Református Egyházközség 25 éve 1981-2006. Szeged, 2006. Szeged Kálvin-téri Református Egyházközség kiadása. 117 o.
- Az aradi állásfoglalás a magyar-román diplomáciai kapcsolatok és a „Vasile-dosszié” tükrében. Nagyvárad, 2008, Partium Kiadó. 55+XXXV. o.
- Szigorúan ellenőrzött evangélium. 1.köt. Nagyvárad, 2009, Partium Kiadó. 399+CLXIII. o.
- Szigorúan ellenőrzött evangélium. 2. köt.  495. o. Dokumentumtár a Szigorúan ellenőrzött evangélium II. kötetéhez. CCCLXXIX. o.  Nagyvárad, 2010, Partium K
- A Securitate célkeresztjében. Tőkés László küzdelme a román politikai rendőrséggel. Kolozsvár, 2013, Kriterion. 251. o.
- Szigorúan ellenőrzött evangélium. 1-4. köt. (javított, bővített kiadás), 268+284+356+105 o.+CD. Kolozsvár, 2014, Kriterion Kiadó

### Könyvfejezet
- Sall László-Molnár János: Péntek esti szabadságunk. A nagyváradi Ady-kör húsz éve. Oral history. Nagyvárad, 1998. Bihari Napló. 189 o.
- Molnár János-Tóth Zoltán-Gilicze András: Doce nos orare quin et praedicare. Szeged, 2004, Stauffer Intézet. 2-49. o.

### Jegyzet, segédlet
- Egyetemes egyháztörténet. Jegyzet. Szeged, 1992. 102 o. (bővített, javított kiadás, 2002)
- Magyar egyháztörténet I. A keresztyén vallás és a magyarság 1526-ig. Jegyzet. Szeged, 1993. 103 o.
- Magyar egyháztörténet II. A protestantizmus kialakulása, illetve a keresztyén egyházak fejlődése a mohácsi vésztől 1790-ig. Jegyzet. Szeged, 1993. 97 o.
- Magyar egyháztörténet III. A magyar keresztyénség 1790-től 1989-ig. Jegyzet. Szeged, 1994. 104 o.

### Lektorált tanulmányok
- A Mindszenty-ügy Csanád vármegyében. In Doctrina et Pietas. Tanulmányok a 70. éves Barcza József tiszteletére. Debrecen-Sárospatak, 2002. 60-71. o.
- Etsedi Miklós: Bágyadt lelkeket élesztgető csendes muzsika… Makói História 2003./3-4. sz. 6. évf. 4-5. o.
- Győzödelme, mellyet készített Szikszai Benjamin makai prédikátor. Makói História, 2003/3-4. sz.  6. évf. 5-6. o.
- Új egyház, vagy az egyház megújulása felé? Kritika Fazakas Sándor: „Új egyház felé?” A második világháború utáni református egyházi megújulás ekkléziológiai konzekvenciái. Debrecen, 2000. c. könyvéről. Theológiai Szemle, 2003/3, 116-118. o.
- A magyar reformáció néhány homiletikatörténeti vonatkozása. In Eulogia. Ünnepi kötet dr. Bartha Tibor 60. születésnapjára. Budapest, 2004. 77-83. o.
- Egy emlékirat margójára. Bakó László: A Péter Jánossal való beszélgetések rövid summái. In Győri István (szerk.) Hit és tudomány. Tanulmányok dr. Lenkeyné dr. Semsey Klára professzor asszony ötvenévi teológiai tanári és kutatói munkája jubileumára. Debrecen-Sárospatak, 2005, 208-227. o.
- A hit és a szeretet jelentősége. Meditáció 1. János 5:3 alapján. In Dr. Lenkeyné Dr. Semsey Klára: Az eljövendő világ erejével e világban. János apostol leveleinek magyarázata. Budapest, 2005, Kálvin Kiadó. 206-207. o.
- 70 év kelet-nyugat határán. Partiumi Közlöny, Nagyvárad, 2005. december 16. XV. évf. 13. sz.  4-6. o.
- Az 1956-os események és a hozzá vezető út Magyarországon és Romániában (vázlat). Református Szemle (Kolozsvár-Cluj-Románia), 99. évf. (2006. július-augusztus), 4. sz. 468-488. o.
- „A múltat végképp eltörölni”. Partiumi Közlöny, (Nagyvárad-Oradea, Románia) 2007. május 18., XVII. évf. 5. sz. 9-11. o.
- Az 1881-es debreceni alkotmányozó zsinat emlékezete. Mediárium, (Debrecen) I. évf. (2007. nyár-ősz), 3-4. sz. 337-344. o.
- Lehet-e időszerű Calvin ma? Mediárium, IV. évf. (2010) 1-4. sz. 5-16.
- Egy református önálló hitoktató buzgalmának „jutalma”. Szalay Gyula Orosházáról való eltávolításának története. In Fekete Károly-Kustár Zoltán-Kovács Ábrahám (szerk): Átjárható határok. Ünnepi kötet dr. Gaál Botond professzor 65. születésnapjára. Debrecen, 2011, DRHE. 259-268. o.
- Trianon szelleme a Szekuritáté megfigyelési dossziéiban. In Peres Imre (szerk) Kezdetben volt az Ige. Tanulmánykötet Lenkeyné Semsey Klára tiszteletére 80. születésnapja alkalmából. Debrecen, 2011, DRHE. 381-389. o.
- A közelmúlt feltárásának göröngyös útja. Unitárius Szószék, XLIV. évf. (2012/1), 73-78.
- Az 1962-es kolozsvári református püspökválasztás és a Szekuritáté. Egyháztörténeti Szemle, 13. évf. (2012) 2. sz. 52-74.
- Az ügynök mint nélkülözhetetlen láncszem a kommunista terror hálózatában. In Fazakas Sándor-Ferencz Árpád (szerk.): „Krisztusért járva követségben…” Teológia-igehirdetés-egyházkormányzás. Tanulmánykötet a 60 éves Bölcskei Gusztáv születésnapjára. Debrecen, 2012, DRHE. 515-523.
- A 343-as probléma. Studia Theologica Debrecinensis, (2013/1), 47-61.
- Székely értelmiségiek a „virágzó” román diktatúra idején a Securitate görbe tükrében. Egyháztörténeti Szemle, XX. évf. (2019) 1. sz. 99-141.

### Szerkesztői munka
- Molnár János (Szerk.) Doce nos orare quin et praedicare. Szeged, 2004, Ethelbert Stauffer Intézet. 191 o.
- MÉCSES, a Magyar Börtönpasztorációs Társaság börtönmissziós lapja megbízott szerkesztő 1992-1994

### Idézettség
- Vincze Gábor: A Bakó László-ügy. In emlékpont.hu  1.o. 1. j.;5.o., 20.j.;6.o., 26. j; 7.o., 29-30. j.
- Pálfi József: Debreczeni István, aki megtanulta a mellényt többször ki- és begombolni. Debrecen, 2011, D.Dr. Harsányi András Alapítvány Kuratóriuma. 7, 80, 85, 95, 96, 175, 181. old.
- Bottoni, Stefano: Vonakodó kémek. Történelmi Szemle, LV. Évf. (2013). 1.  sz. 1-9.
- Bottoni, Stefano: Népszolgálat és túlélés. Magyar Kisebbség 2013/1/7-50. 24, 37 old.          6.o. 18. lbj.
- Demeter Szilárd: Mi a bajom a kommunistákkal? https://www.origo.hu/kultura/20200822-mi-a-bajom-a-kommunistainkkal.html

## Szépirodalom

### Önálló kötetei
- A pap, a csavargó meg a többiek (novellák), Szeged, 1998. Bába és Tsai Kiadó. 285 o.
- Szárnyak (versek) Szeged, 1999, Bába és Tsai Kiadó. 151 o.
- Disznók és gyöngyök (két dráma) Szeged, 2002, Bába és Tsai. 251 o.
- A csorvási intercity (novellák) Szeged, 2003, Bába és Tsai. 135 o.
- Csibész Erté (regény). Szeged, 2007, Bába és Tsai. 185 o.
- Az angol királynőhöz címzett fogadás (novellák). Szeged, 2007, Bába és Tsai. 201 o.
- Apokrif (regény) Budapest, 2008, Gondolat Kiadó. 403. o.
- Most és mindörökké (regény), Budapest, Napkút Kiadó, 2015. 518. o.
- Mikor a mandulafa megvirágzik (regény), Budapest, Hungarovox Kiadó, 2019. 284. o.
- Bárányünnep. (történelmietlen regény). MEK 2020, https://mek.oszk.hu/21000/21035/#
- A szeretet soha el nem fagy (novellák), Budapest, Hungarovox Kiadó, 2021. 367. o.
- Élni Sarlatániában (kollázs regény). MEK 2023, https://mek.oszk.hu/24500/24526/24526.pdf

### Fontosabb közlések antológiákban, folyóiratokban
- Ünnep (versek). Hangrobbanás antológia. Nagyvárad, 1977, Fáklya.
- Ovidiana (vers). Ötödik évszak antológia. Marosvásárhely, 1980, Igaz Szó, 88.
- Lány a kertben (novella). Ajtók antológia. Kolozsvár, 1986, Kriterion Könyvkiadó.
- Csonka, Hirtelen kitágult (versek). Palócföld, 1990, 2. sz.
- Fekete, Via kuty, Tékázé (versek). Almák íze antológia. Debrecen, 1991, Partium Irodalmi Társaság.
- A repülés (novella). Helikon, 1992.5.sz.
- A megnemtörtént lekvárfőzés (novella) Kelet-Nyugat, 1992. 2. sz.
- A Korda család (novella) Kelet-Nyugat, 1992. 3. sz.
- Posztreneszánsz. (novella) Kelet-Nyugat, 1995.6-7.sz.
- Az őrmester (kisregény) Kelet-Nyugat, 1995.1-4.sz.
- Happeningtől keletre (novella) Várhely, Sopron, 1996.2.sz.
- Beton (novella) Az utolsó szó 7-kor, (elektronikus folyóirat) Szombathely,1997.2.sz.
- Esik (vers) Szeged. 1998. 4.sz.
- Hattyúk (novella) Délmagyarország, 1998, augusztus 29.
- A könyvtároskisasszony (novella), Délmagyarország, 1998, október 31.
- A zsenik keletkezése (részlet a "Csibész Erté" c. készülő regényből), Dél-Alföld, 1998, november 27.
- A reformáció 300 éves jubileuma Magyarországon és az uniós törekvések. Üzenet, 2003. október. 1-3. o.
- Emlékbeszéd a Szeged-Kálvin téri templom felszentelésének 120. évfordulóján. (Üzenet), 2004, május. 1-3. o.
- Mint a moziban (novella). Polísz. 2004. október-november.
- Vadászat (novella). Sikoly, 2005. 4. sz.
- Partizán (novella). Magyar Napló, XXII. évf. (2010), május, 10.
- Halál, hol a te fullánkod (novella), Magyar Napló, XXII. évf. (2010), július, 27-28.
- Veres Öcsi rövid boldogsága. In Hudy Árpád (szerk) A Gregorina-kanyar. Antológia. Arad, 2012, Irodalmi Jelen Könyvek. 254-263.
- Hazafelé (novella) Magyar Napló, XXIV. Évf. (2012) július 43-45.
- Etelka (novella), Pannon Tükör, 2018, 5.
- Egy tégla feltámadása (novella) Partium, XXVII. évf. (2018), ősz, 3.sz. 37-47.
- Mikor a mandulafa megvirágzik (regényrészlet) Pannon Tükör 2019, 2.
- Mivé válhat világunk, HA…(Recenzió Bene Zoltán: Áramszünet c. regényéhez) Bárka, XXVI. évf. (2019) 3. sz. 113-114.
- Földmérés (novella) Partium, XXVIII. évf. (2019) nyár. 2. sz. 26-34.
- Apa már nem gyáva (novella) Pannon Tükör, 2019, 6.
- Élni tudni kell (novella), Agria, 2020, Nyár, 250-256.
- Csokinyuszi Irodalmi Jelen online. https://irodalmijelen.hu/2020-szep-15-1134/csokinyusz
- Kintorna (novella) Partium. 2020, Tél, 44-49.
- Egy gyászmise (novella) Pannon Tükör, 2020/6, 28-32.
- Tökfesztivál (novella) Partium. 2022. Tavasz. XXXI. 1, 106-114.
- Buszon (novella) Magyar Múzsa, Új folyam, 22. sz. (2022) március. 48-50.
- Megjöttem (novella) Magyar Múzsa, Új folyam, 23.sz.( 2022) június. 27-29.
- Kaszting (novella) Irodalmi Jelen online. https://www.irodalmijelen.hu/2022-jul-28-1147/kaszting, (nyomtatott) XXII. évf. 252. sz. (2022) október. 29-40.
- A múlt legyőzhetetlen illata (novella) Magyar Múzsa, Új folyam, (2022) szeptember, 24. sz. 35-36.
- És (novella) Magyar Múzsa, Új folyam, (2022) október, 25. sz. 66-67.
- Sajnos (novella) Pannon Tükör, 2022, 6, 31-36.
- Farkasveremben (novella) Az év novellái 2023. Magyar Napló Kiadó, Budapest, 35-45.

## Társasági tagság
- Ady Endre Irodalmi Kör Nagyvárad (vezetőségi tag 1979-1982)
- Szegedi Írók Társasága (elnök 2002-2005)

## Díjak, elismerések
- Pro Ecclesia Militans-díj (1999. november, Királyhágómelléki Református Egyházkerület)
- Szeged Város Kölcsey Ferenc emlékérme (2008. január 22.)
- A Magyar Érdemrend lovagkeresztje (2020. március 15.)